# Arecaceae
Las arecáceas (familia Arecaceae) son una familia de plantas monocotiledóneas del orden Arecales.
Normalmente se las conoce como palmeras o palmas. Los individuos de esta importante familia son fáciles de reconocer visualmente, aunque puede haber confusión con especies de las familias Cycadaceae y Zamiaceae debido a las similitudes morfológicas. Son plantas leñosas (pero sin crecimiento secundario del tronco, solo primario). A pesar de ser monocotiledóneas muchas de ellas son arborescentes, con grandes hojas en corona al final del tallo, generalmente pinnadas (pinnatisectas) o palmadas (palmatisectas). Sus flores poseen 3 sépalos y 3 pétalos, y se disponen en inflorescencias provistas de una o varias espatas. El fruto es carnoso: una baya o una drupa. Están ampliamente distribuidas en regiones tropicales a templadas, pero principalmente en regiones cálidas.
La familia fue reconocida por sistemas de clasificación modernos como el sistema de clasificación APG III (2009) y el APWeb (2001 en adelante). Tradicionalmente también fue reconocida en otros sistemas de clasificación debido a sus caracteres morfológicos distintivos. En estos sistemas de clasificación, se ubican en su propio orden monotípico Arecales, en la subclase Commelinidae. 
Entre las palmeras se encuentran especies de importancia económica y especies de valor ornamental, además de otras como el cocotero, la palma de aceite, la palma datilera, el palmito, el ratán, la cera de carnaúba, la rafia, entre otras.
En el mundo crecen como especies propias de zonas tropicales, existen concentraciones de ellas en países como Madagascar. Colombia es el país con mayor número de variedades y una de ellas es el árbol nacional. Adicionalmente hay varios jardines botánicos especializados en las palmeras y son a menudo llamados palmétum. Entre algunas de estas colecciones se pueden citar el palmétum de Santa Cruz de Tenerife y el palmeral de Elche, en España; el parque nacional El Palmar en Entre Ríos, Argentina, y en menor medida, el Jardín Botánico de Caracas, en Venezuela, y el Jardín Botánico Nacional de Cuba en La Habana, Cuba. También existen colecciones importantes de palmeras en el Jardín Botánico Molino de Inca en Torremolinos (Málaga), el Jardín Botánico La Concepción en Málaga y el Jardín Botánico de Barcelona.

## Descripción

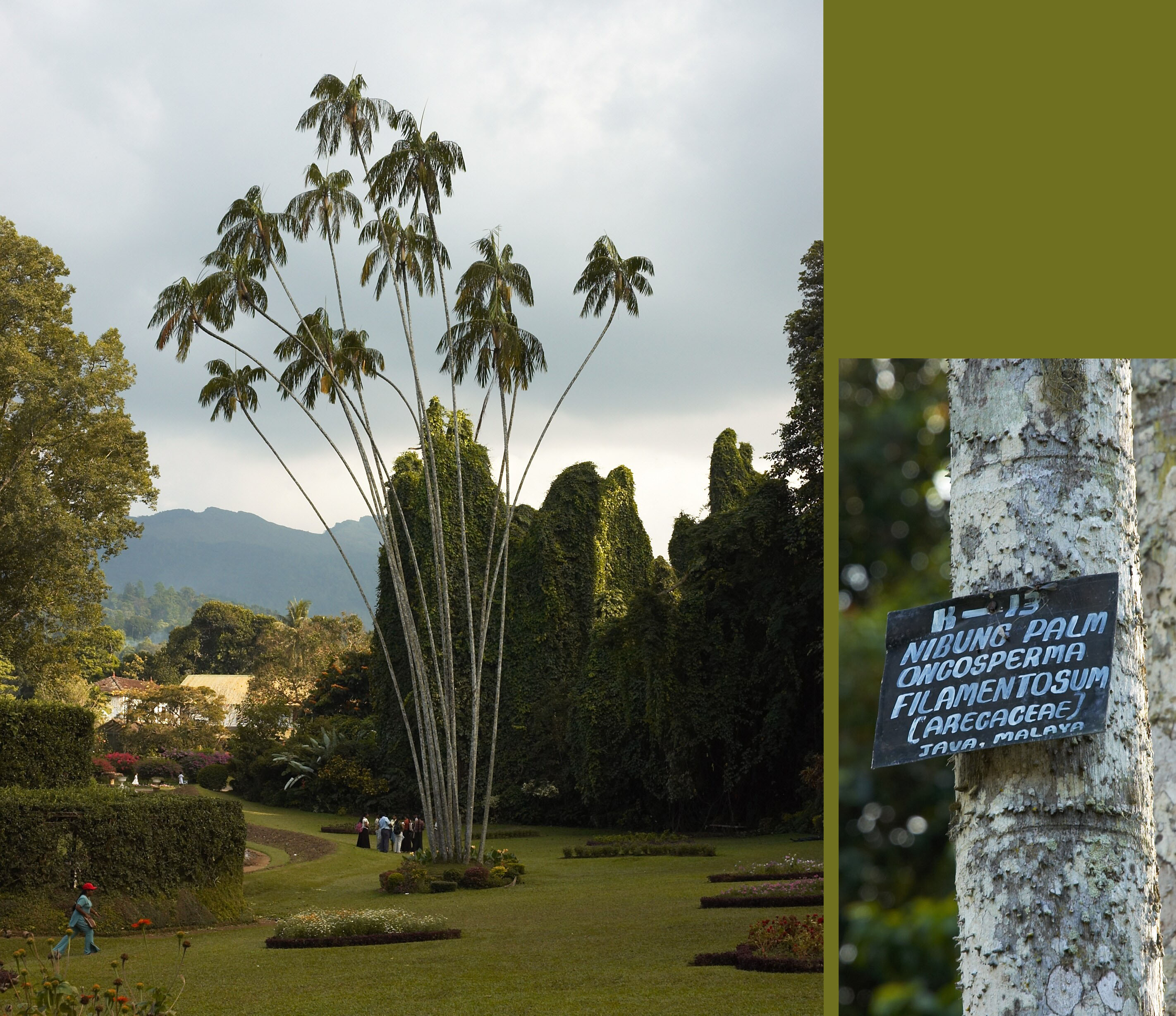
Oncosperma filamentosum.

Árboles o arbustos con tallos sin ramificar o raramente, ocasionalmente hierbas largamente rizomatosas, o palmeras trepadoras no lianas (p.ej. Calamus). El sexo de la planta es variable. El crecimiento secundario está ausente. Ápice del tallo con un meristema apical grande, las hojas se desarrollan helicoidalmente. Taninos y polifenoles muchas veces presentes. Pelos variados, y plantas a veces espinosas debido a segmentos de hojas modificados, fibras expuestas, raíces puntiagudas, o crecimientos del pecíolo.
El sistema radical es siempre adventicio con origen en el hipocótilo y nudos inferiores del tallo, ya que la raíz seminal primaria es reemplazada en una fase temprana del desarrollo de la plántula, por lo cual la raíz de las palmas resulta fasciculada (fibrosa), con ramificaciones abundantes, generalmente cortas y muy densas formando un bulbo en la base del tronco, el cual da soporte mecánico además de las funciones de absorción de agua y elementos minerales. Las palmas pueden presentar simbiosis micorrícicas.
El tallo es usualmente arborescente con un tronco único sin ramificar (ramificado dicotómicamente en Hyphaene) o en un grupo cespitoso de tallos erectos, o en un rizoma erecto ramificado dicotómicamente Nypa, o en un tallo delgado elongado similar al del bambú, pero apoyante (ratanes). En algunas especies alcanza más de 30 m de altura. 
Hojas típicas son bastante grandes, alternas y espirales (raramente dísticas o trísticas), muchas veces agrupadas en una corona terminal (acrocaulis), pero a veces bien separadas, enteras, envainadoras en la base, con un elongado, erecto pecíolo (a veces referido como pseudopecíolo) entre la base envainadora y la lámina. En los taxones arborescentes las bases envainadoras de las hojas adyacentes pueden solaparse una a la otra, formando un capitel en el ápice del tronco. Las hojas pueden ser simples, usualmente divididas en forma pinada o palmada a medida que la hoja se expande, y en la madurez pareciendo palmadamente lobadas (con segmentos irradiando de un solo punto), costapalmadamente lobadas (con segmentos más o menos palmados divergiendo de un eje central corto, o "costa"), pinadamente lobadas o compuestas (con un eje central bien desarrollado portando segmentos pinados), o raramente dos veces pinadamente compuestas. A veces bífidas. Con foliolos convertidos en espinas presentes en algunos taxones. Lámina "plicada", y los segmentos o bien induplicados (con forma de V en la sección transversal), o bien reduplicados (con forma de Λ en sección transversal), cada segmento con venas más o menos paralelas a divergentes. 

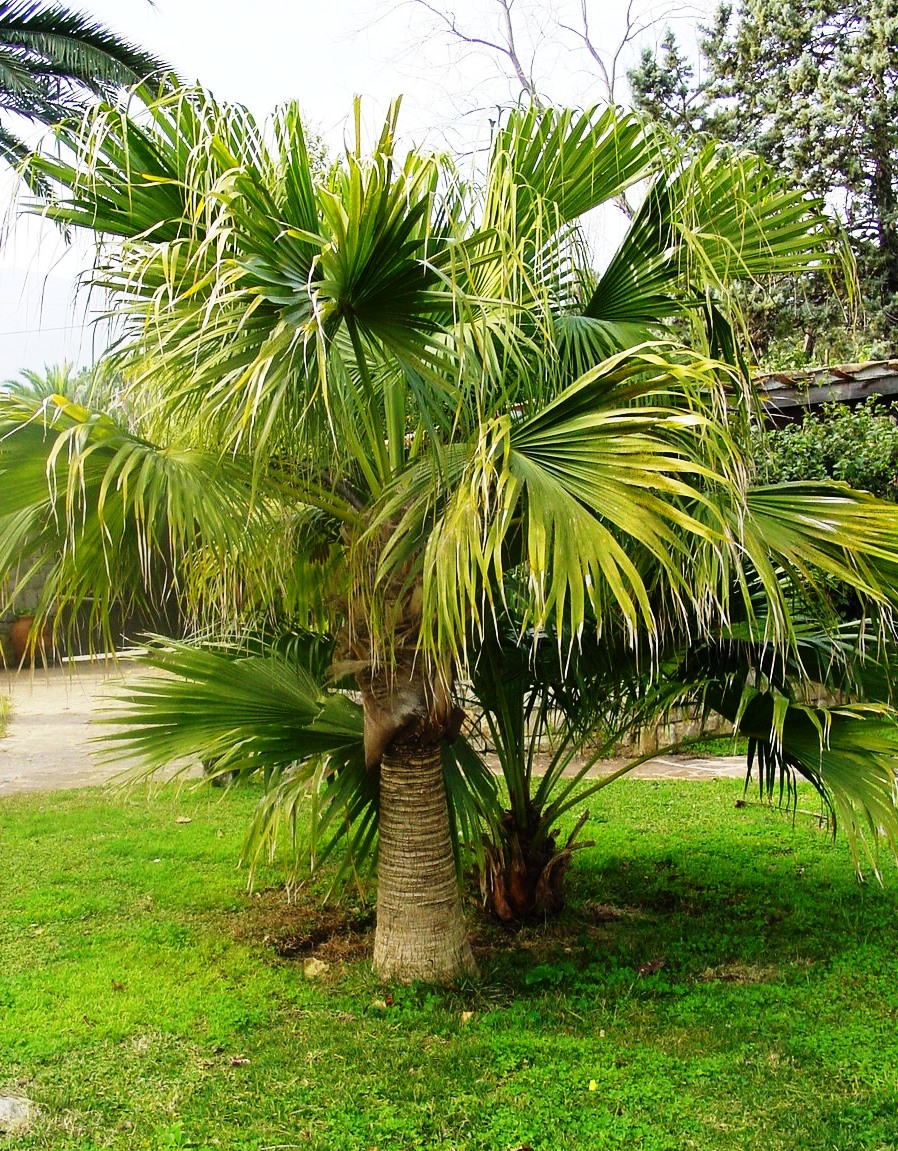
Ejemplares de Livistona chinensis.

Inflorescencias determinadas o indeterminadas, panículas o espigas de flores solitarias o de unidades cimosas, típicamente axilares o también terminales, con brácteas de persistentes pequeñas a grandes y caducas. Las inflorescencias emergen de debajo (infrafoliares) o entre (interfoliares) o por encima de (suprafoliares) las hojas. El pedúnculo tiene por debajo un profilo muchas veces grande con 1 a numerosas espatas.
Flores bisexuales o unisexuales (y entonces plantas monoicas a dioicas), radiales, usualmente sésiles, con perianto usualmente diferenciado en cáliz y corola, hipóginas.
Usualmente 3 sépalos, separados a connados, usualmente imbricados.
Usualmente 3 pétalos usualmente, separados a connados, imbricados a valvados.
Estambres 3 o 6 a numerosos, filamentos separados a connados, libres o adnatos a los pétalos. Estaminodios presentes en algunas especies. Anteras longitudinales, raramente poricidas en dehiscencia.
Polen usualmente monosulcado.
Carpelos usualmente 3, pero ocasionalmente tantos como 10, a veces pareciendo que hay uno solo, separados a connados. Ovario súpero, usualmente con placentación axilar, pero placentación variable. Estilos, si presentes, separados o connados, estigmas sésiles o en la punta de los estilos, estigma variado. Óvulos 1 por lóculo, anátropo a ortótropo, bitégmico.
Nectarios en los septos del ovario o sin nectarios.
El fruto es una drupa, usualmente de una sola semilla, muchas veces fibrosa, o raramente una baya. Raramente dehiscente. Algunos presentan escamas externas (Calamoideae), pelos, aguijones, u otras estructuras de protección.
Semillas usualmente una por fruto y con endosperma rico en aceites o carbohidratos (hemicelulosas), a veces ruminado. Almidón ausente.

## Ecología

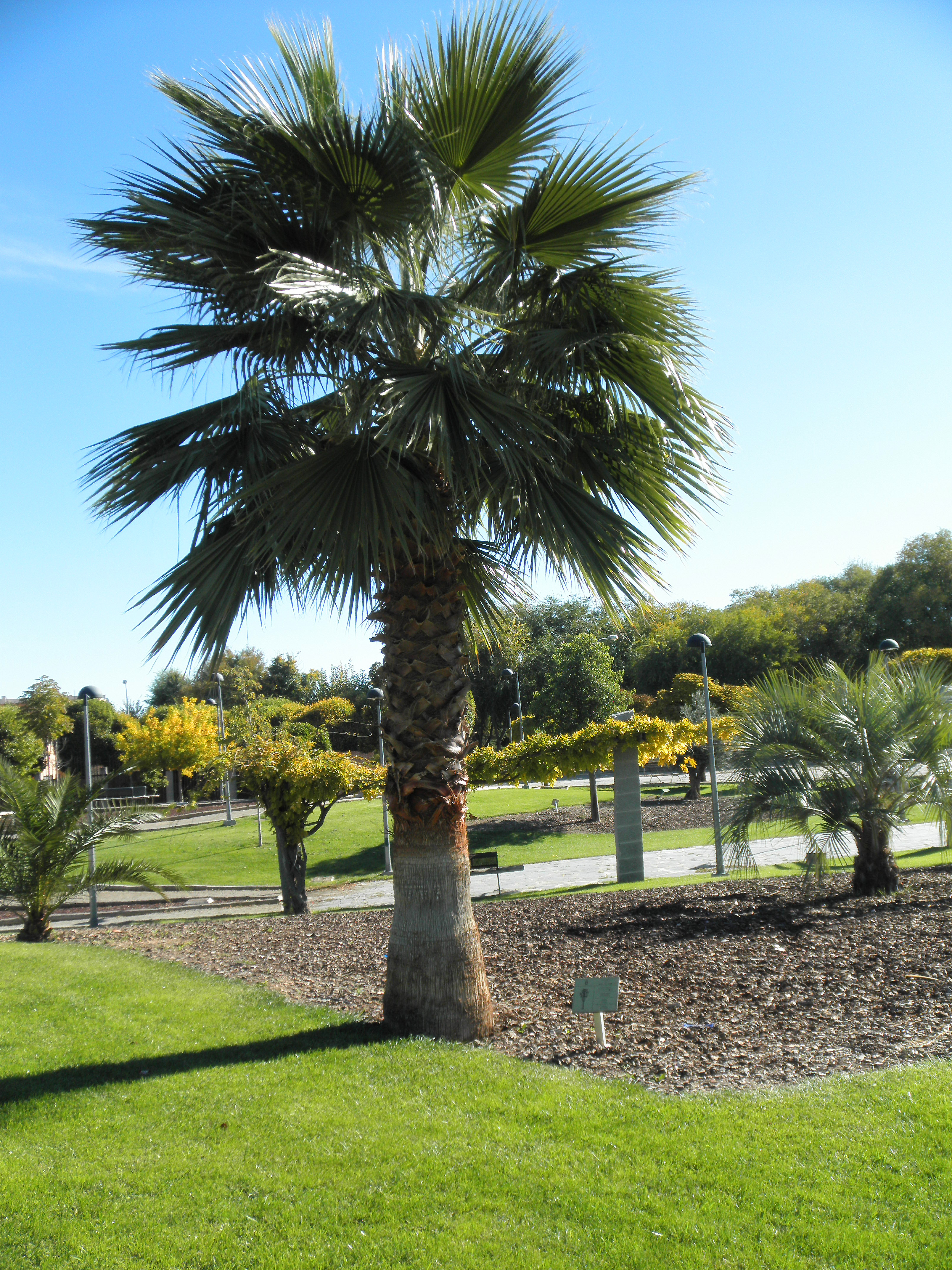
Washingtonia filifera

Ampliamente distribuidas en regiones tropicales y subtropicales, principalmente lugares con alta humedad, con más de 2400 mm de precipitación media anual, más de 160 días con lluvia y más de 21 °C. Por su abundancia, muchas veces son ecológicamente importantes donde están presentes. Tiene representantes también en las zonas templadas (por ejemplo Chamaerops), sobreviven en ambientes desérticos (Phoenix spp.), desde bosques tropicales hasta manglares (Nypa fruticans), y desde el nivel del mar (Cocos nucifera) hasta altitudes muy elevadas (Trachycarpus).
A nivel mundial existen más de 2400 especies, que pertenecen a 27 tribus en cinco subfamilias. En el Neotrópico crecen de forma silvestre alrededor de 790 especies (Dransfield et al. 2008). Las regiones neotropicales más ricas en especies se encuentran en la región del Chocó, donde se pueden encontrar hasta 83 especies en una cuadrícula de alrededor de 10 000 km², y le sigue la región del Istmo Mesoamericano (Panamá y Costa Rica) (Bjorholm et al. 2005). Tan solo Colombia cuenta con 289 especies agrupadas en 66 géneros, por lo cual es considerado el país más rico en palmas del continente americano, además cuenta con el mayor número de endemismos con un total de 33 especies que equivalen al 15 % del total de palmas del territorio; desafortunadamente Colombia también es el país con el mayor número de palmas amenazadas en América con 30 especies que se ubican en alguna categoría de peligro de las cuales 17 son endémicas). Los géneros más representativos en Colombia son: Astrocaryum, Bactris, Chamaedorea, Desmoncus, Euterpe, Geonoma, Mauritia, Oenocarpus y Syagrus
Las flores de las palmeras son usualmente polinizadas por insectos, especialmente por escarabajos, abejas y moscas. Muchas veces el néctar es utilizado como recompensa de la polinización (Henderson 1986).
Los frutos de las palmeras son usualmente carnosos y dispersados por una gran variedad de mamíferos y aves, si bien algunos (como Nypha y Cocos) son dispersados por agua y flotan en las corrientes oceánicas (Zona y Henderson 1989).

## Filogenia
Un gran cúmulo de trabajos en un período de unos 30 años ha clarificado nuestra comprensión de las palmeras (ver por ejemplo Dransfield 1986, Dransfield y Uhl 1998, Henderson 1995, Henderson et al. 1995, Moore 1973, Moore y Uhl 1982, Tomlinson 1990, Uhl y Dransfield 1987, Zona 1997). Dransfield et al. (2005) presenta una clarificación de la familia basado en relaciones moleculares (ver especialmente Asmussen et al. 2006).
Arecaceae es fácil de reconocer y monofilética. Las palmas se identifican fácilmente aunque no habría sinapomorfias consistentes para la familia. Uhl y Dransfield (1987) y Uhl et al. (1995) habrían identificado dos caracteres diagnósticos principales: 1) tallos "leñosos" (debido a la presencia de esclerénquima fibroso, no a crecimiento secundario), y 2) hojas plisadas en las yemas y subsecuente división en la mayoría de los grupos.
Calamoideae tiene hojas pinadas a palmadas y frutos distintivos que están cubiertos con escamas reflejas imbricadas (un carácter sinapomórfico). Géneros notables son Raphia, Mauritia, Lepidocaryum, Metroxylon, y Calamus.
Nypa (Nypoideae) tiene un tallo postrado que se divide dicotómicamente, y hojas erectas, pinadas, y los tépalos indiferenciados. Los fósiles se conocen en Europa y América temprano en el Terciario.
Análisis filogenéticos de múltiples secuencias de ADN muestran que la subfamilia Calamoideae es hermana de todas las demás palmeras. Nypa (el único género de Nypoideae), un distintivo género de las comunidades de manglares de Asia y el oeste del Pacífico, quedaría como hermana del resto de las palmeras (salvo Calamoideae). Entonces Nypa y Calamoideae forman un complejo parafilético, con hojas usualmente pinadas y reduplicadas, mientras que el resto de los géneros, con hojas usualmente costapalmadas o palmadas e induplicadas —las Coryphoideae— forman un grupo monofilético (Hahn 2002, Uhl et al. 1995).
Arecoideae tiene hojas pinadas y flores en grupos de 3 (tríadas), con una flor carpelada rodeada de dos flores estaminadas (probablemente una sinapomorfía, pero perdida en algunos subgrupos). Dentro de Arecoideae, unos pocos grupos monofiléticos bien definidos son evidentes.
Hyophorbeae (que tiene por ejemplo a Chamaedorea, Hyophorbe), tiene flores imperfectas en líneas.
Cocoseae tiene la inflorescencia asociada con una bráctea persistente, grande, leñosa, y los frutos con endocarpo de aspecto de hueso, triporado, e incluye géneros como Elaeis, Cocos, Syagrus, Attalea, Bactris, Desmoncus y Jubaea.
Iriarteae (que tiene por ejemplo a Iriartea, Socratea) tiene raíces "stilt", y segmentos de hojas con ápices despuntados y venas divergentes.
La mayoría de las Arecoideae están ubicadas dentro de un Areceae heterogéneo (Baker et al. 2006), los géneros representativos incluyen a Areca, Dypsis, Wodyetia, Veitchia, Ptychosperma y Dictyosperma. Estas palmeras a veces tienen una estructura formada de una serie de bases de hojas grandes o solapadas, que parece una prolongación vertical del tallo.
Coryphoideae son tradicionalmente divididas en las 3 primeras tribus que siguen, aquí se incluye una cuarta:
- Las monogenéricas Phoeniceae (Phoenix, las datileras) tienen distintivas hojas pinadas den las cuales los segmentos basales son como espinas.
- Borasseae (que contiene por ejemplo a Latania, Borassus, Lodoicea, y Hyphaene) tienen flores estaminadas embuidas en ejes de la inflorescencia engrosados.
- La mayoría de los géneros de Coryphoideae están ubicados en una tercera tribu, la heterogénea "Corypheae". Géneros notables incluyen Chamaerops, Rhapis, Licuala, Copernicia, Corypha, Washingtonia, Serenoa, Livistona, Rhapidophyllum, y Acoelorraphe, y son difíciles de caracterizar en conjunto. Géneros como Sabal, Thrinax, y Coccothrinax son fenéticamente similares, y han sido incluidos aquí, pero su inclusión haría a la tribu no monofilética.
- Caryoteae (palmeras cola de pez) incluye por ejemplo a Caryota y Arenga, forman un clado distintivo dentro de Coryphoideae (Asmussen et al. 2000,[25] Asmussen y Chase 2001,[26] Hahn 2002[23]) debido a sus tríadas de flores (que evolucionaron en paralelo con las de Arecoideae). Este grupo tiene segmentos de hoja induplicados, despuntados, con venas divergentes.

## Taxonomía
La familia fue reconocida por el APG III (2009), el Linear APG III (2009) le asignó el número de familia 76. La familia ya había sido reconocida por el APG II (2003).
En el sistema APG III se encuentra en el orden monotípico Arecales, subclase Commelinidae, clase Monocotyledoneae. El sistema de clasificación APG II, que no emplea nombres formales por encima del nivel de orden, la ubicaban dentro del clado de las comelínidas, que se mantenía desde la publicación del sistema APG de 1998 hasta la actualidad. 
Sistemas anteriores ubicaban el grupo en la subclase Arecidae (Cronquist, 1981) o en el superorden Arecanae (Dahlgreen, Thorne).
El nombre Arecales, formado de acuerdo a las normas del Código Internacional de Nomenclatura Botánica a partir del género tipo Areca (que incluye la palma de betel, Areca catechu) es de uso relativamente reciente. Las nomenclaturas tradicionales usaban el nombre descriptivo Principales, del latín las primeras.
Como excepción a la regla de prioridad, para esta familia se pueden todavía utilizar los antiguos nombres usados por Linneo: Palmae para la familia y Palmales para el orden. Los nombres palmáceas o Palmaceae son rechazados por el Código Internacional de Nomenclatura Botánica. Son llamadas palmeras en España, Perú, Uruguay, Argentina y Chile, y palmas en la mayoría de los países de América.
La extensa familia posee 200 géneros, 2780 especies. Los géneros más representados son Calamus (370 especies), Bactris (200 especies), Daemonorops (115 especies), Licuala (100 especies), y Chamaedorea (100 especies).
A continuación, algunos géneros de la familia, con algunas de sus especies, su autoría botánica y sus nombres comunes, según se utilizan en distintos países de habla hispana.
- Aiphanes

Aiphanes caryotifolia (H.B.K.) J.C.Wendl. - Mararay (Venezuela, Ecuador y Colombia)
- Areca
- Arenga
- Astrocaryum

Astrocaryum aculeatum G.Mey. - cumare (Venezuela y Colombia)
Astrocaryum standleyanum - Guerregue, Wérregue, Chunga (Chocó).
- Attalea
- Bactris

Bactris gasipaes Kunth - chontaduro (Perú, Colombia y Venezuela)
Bactris brongniartii - Cubarro, Palma de Cubarro, Albarico.
Bactris guineensis (L.) H.E.Moore
- Borassus
- Ceroxylon
- Cocos nucifera L. - cocotero
- Copernicia

Copernicia tectorum-Sará, Palmiche (Colombia y Venezuela)
- Chamaedorea

Chamaedorea pauciflora -Iakake (Miraña)
- Chamaerops

Chamaerops humilis L.: Palmito, Margalló (España, en castellano y catalán)
- Desmoncus

Desmoncus polyacanthos -Matamba, Bejuco alcalde (Venezuela y Colombia)
Desmoncus mitis-Atajadanta (Amazonas), Bejuco alcalde
- Elaeis

Elaeis guineensis Jacq. - Palma de aceite, Palmera del aceite, Palma africana
Elaeis oleifera (H.B.K.) Cortes - Nolí (Venezuela y Colombia)
- Euterpe

Euterpe oleracea - Murrapo, Palmito, Naidí, Palmiche, Manaca (Colombia y Venezuela)
Euterpe precatoria - Asaí, Palmiche, Palma Manaca (Colombia y Venezuela)
- Geonoma

Geonoma deversa - Goguire de centro de monte (Uitoto), Tataba (Miraña)
Geonoma macrostachys - Ucsha (Ecuador), Palmiche (Perú)
- Iriartea

Iriartea deltoidea - Bombona, Bombonaje, Corneto, Trompeto, Barrigona, Cachudo (Venezuela y Colombia)
- Jessenia H.Karst.

Jessenia bataua Burret Nombre correcto: Oenocarpus bataua
- Jubaea

Jubaea chilensis (Molina) Baill. (Chile)
- Jubaeopsis

Jubaeopsis caffra Becc.
- Howea

Howea forsterana (C.Moore & F.Muell.) Becc.
- Leopoldinia

Leopoldinia piassaba- Chiquichiqui (Colombia), Málama (Vaupés), Piassava (Brasil), Fibra
- Lepidocaryum

Lepidocaryum tenue - Pui, Caraná, Erere (Uitoto)
- Livistona

Livistona australis (R.Br.) Mart.
- Lodoicea

Lodoicea maldivica Coco de mer (Seychelles), Coco de mar o Coco de las Seicheles)
- Manicaria

Manicaria saccifera Gaertn. - Napa (Panamá y Colombia) o Cabecinegro (Colombia)
- Mauritia

Mauritia minor Burret
Mauritia flexuosa L.f. - Moriche (Venezuela), Canangucha (Colombia) o Aguaje (Ecuador)
- Oenocarpus Mart.

Oenocarpus bataua- Seje, Milpesos (Colombia), Milpé, Komaña (Uitoto), Ungurahua (Perú)
- Orbignya Mart. ex Endl.
- Phytelephas Cook

Phytelephas seemanii - Tagua, Palma Tagua. Palma de marfil.
- Phoenix

Phoenix canariensis Chabaud- palmera canaria
Phoenix dactylifera L. - palmera datilera
- Rhapis L.f.º
- Roystonea O.F.Cook
  - Roystonea regia H.B.K. - palmera real, Palma real cubana
  - Roystonea oleracea O.F.Cook - Chaguaramo (Venezuela), palmera real (otros países)
- Sabal Adans.
- Salacca Reinw.
- Syagrus
- Trachycarpus L.

Trachycarpus fortunei (Hook.) H.Wendl.
- Veitchia H.Wendl. in Seem.
- Wallichia Roxb.
- Washingtonia H.Wendl.

Washingtonia filifera (Linden) H.Wendl.
Washingtonia robusta
- Weittinia

La siguiente clasificación fue propuesta por N.W.Uhl y J.Dransfield en 1987 en Genera palmarum: una clasificación basada en el trabajo de Harold E. Moore, Jr. (pero ver nuevas clasificaciones como la de Asmussen et al. 2006):
La lista de todos los géneros de la familia botánica Arecaceae en Anexo:Géneros y tribus de Arecaceae.

### Sinonimia
Sinonimia, según el APWeb (visitado en enero de 2009):
- de Arecales: Cocosales Dumort. - Arecanae Takht. - Arecidae Takht. - Phoenicopsida Brongn.
- de Calamoideae: Calamaceae Perleb, Lepidocaryaceae O.F.Cook
- de Nypoideae: Nypaceae Le Maout & Decne.
- de Coryphoideae: Borassaceae Schultz Sch., Coryphaceae Schultz Sch., Phoeniciaceae Burnett, Sabalaceae Schultz Sch.
- de Ceroxyloideae: Phytelephaceae Perleb,
- de Arecoideae: Acristaceae O.F.Cook, Ceroxylaceae O.F.Cook, Chamaedoraceae O.F.Cook, Cocosaceae Schultz Sch., Geonomataceae O.F.Cook, Iriarteaceae O.F.Cook & Doyle, Malortieaceae O.F.Cook, Manicariaceae O.F.Cook, Pseudophoeniciaceae O.F.Cook, Synechanthaceae O.F.Cook

## Importancia económica

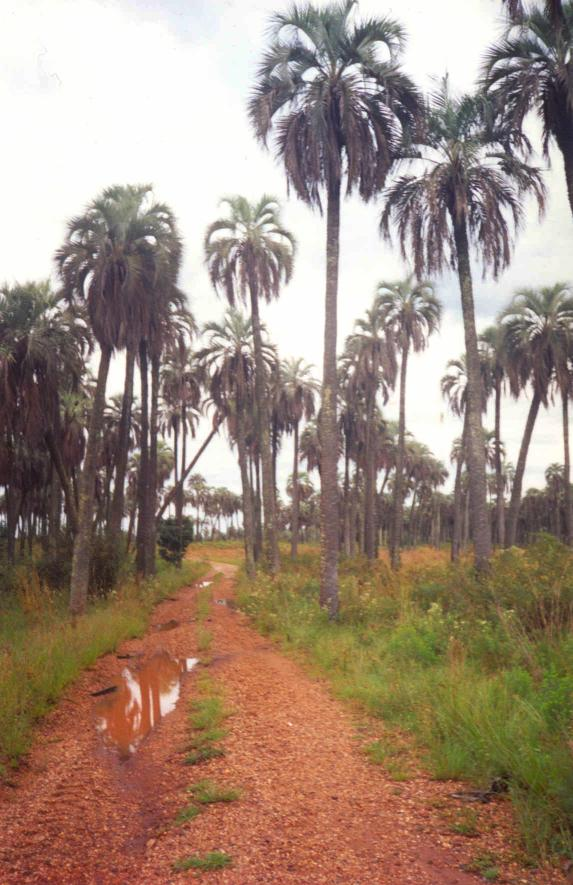
El parque nacional El Palmar, Entre Ríos, Argentina, es con 8500 hectáreas un inmenso territorio protegido con abundantes ejemplares de palmeras yatay. El parque atrae a miles de turistas anualmente.

En general, los palmerales constituyen uno de los elementos más importantes para las comunidades amazónicas por su valor económico, cultural y ecológico, ya que de este recurso obtienen su alimento, su vivienda y múltiples artículos que satisfacen sus necesidades materiales. Muchas especies de palmas tienen un gran valor actual y potencial como fuentes de alimento, aceites, fibras, medicinas y otros productos, incluyendo su valor como plantas ornamentales; todas las anteriores potencialidades (aprovechadas de manera sustentable) pueden llegar a ser una fuente de recursos valiosa para la economía
Es una de las familias botánicas de mayor importancia económica.
Plantas para alimentación provienen de Areca, Butia, Attalea, Bactris, Cocos (cocotero, Cocos nucifera), Elaeis (que dan aceite, por ejemplo Elaeis oleifera), Metroxylon (que proveen almidón), y Phoenix (datilera). Muchos géneros poseen un brote apical comestible. Euterpe edulis es el palmito comestible en el Cono Sur, reemplazado por Bactris gasipaes que permite una explotación sustentable.
Otras palmeras económicamente importantes son Calamus (y otras llamadas ratán), Butia (las hojas tienen varios usos), Copernicia (cera de carnaúba, Copernicia cerifera: palmera de la cera), Phytelephas (tagua), Raphia (rafia), y muchos géneros que proveen paja o fibras para amarrado.
Finalmente la familia incluye un gran número de ornamentales, Caryota, Chamaerops, Butia, Livistona, 
Phoenix, Roystonea, Sabal, Syagrus, Washingtonia, Chamaedorea, Trithrinax, Rhapidophyllum, Thrinax, Coccothrinax, Licuala, Veitchia, Acoelorraphe, Butia, Copernicia, Dypsis, y Wodyetia. Entre las ornamentales destacan Phoenix canariensis (palmera canaria) y Roystonea regia (palma real cubana) y muchas otras.
Algunas especies son cultivadas en grandes extensiones, como el cocotero Cocos nucifera, la palmera del aceite Elaeis guineensis y la datilera Phoenix dactylifera.
La savia de algunas especies es concentrada o fermentada para elaborar "mieles" y "vinos" de palmera.
El fruto de diversas de especies del género Areca se masca en Asia como estimulante y se conoce como betel.

## Otras especies confundidas con las arecáceas
Algunas especies también se conocen comúnmente como palmeras, aunque no pertenecen a las arecáceas:
- Cordyline australis[30] (familia Asparagaceae) y otros representantes del género Cordyline y también de Dracaena con el que Cordyline se puede confundir.
- Destaca la Cycas revoluta,[30] pero por lo general muchas especies de la clase Cycadopsida son similares y confundidas con las arecaceaes.
- Ravenala[30] (familia Strelitziaceae)
- Pandanus spiralis,[30] y quizás otras especies de Pandanus
- Cyathea cunninghamii[30] y otros helechos arborescentes (familias Cyatheaceae y Dicksoniaceae) también se pueden confundir con palmeras.
- Setaria palmifolia,[30] una gramínea.
- Carludovica palmata[30] y otros miembros de la familia Cyclanthaceae.
- Pachypodium lamerei[cita requerida] (familia Apocynaceae) y quizás otras especies del género Pachypodium
- Yucca gigantea[cita requerida] y otras especies del género YuccaYucca y de la subfamilia Agavoideae
- Diversas especies de la subfamilia Nolinoideae[cita requerida]
- Diversas especies del género Kingia[cita requerida]
- Diversas especies del género Cyperus[cita requerida]
- Diversas especies de la familia Pandanaceae[cita requerida]
- Diversas especies del género Beaucarnea[cita requerida]
- Diversas especies de la subfamilia Xanthorrhoeoideae[cita requerida]
- Diversas especies del género Wilkesia[cita requerida]
- La Puya raimondii[cita requerida]